# Torovirus
Torovirus è un genere di virus nell'ordine Nidovirales, nella famiglia Tobaniviridae, unico rappresentante della sottofamiglia monotipica Torovirinae . Infettano principalmente i vertebrati, in particolare bovini, suini e cavalli. Le malattie associate a questo genere includono gastroenterite, che si presenta comunemente nei mammiferi, ma raramente nell'uomo.
Torovirus comprende un solo sottogenere, Renitovirus, avente attualmente tre specie tra cui il tipo di specie torovirus equino.
Il torovirus suino si è originato nel 1951. La maggior parte dei ceppi sembrano cadere in due lame distinte.

## Storia
Nel 1972, un virus fu isolato da un cavallo a Berna, in Svizzera. Il virus non ha reagito con gli antisieri contro i virus equini noti e ha dimostrato di avere una morfologia e una sottostruttura uniche.
Nel 1982 un simile virus non classificato fu isolato dai vitelli a Breda, Iowa. Nel 1984 particelle simili a questi virus furono scoperte nelle feci umane.
Sulla base delle informazioni disponibili su questi virus, l'istituzione di una nuova famiglia di virus - Toroviridae - è stata proposta al 6 ° Congresso internazionale sulla tassonomia dei virus a Sendai, in Giappone ma il genere è attualmente assegnato al sottofamiglia Torovirinae nella famiglia Tobaniviridae, ordine Nidovirales .

## Struttura
Le particelle di torovirus condividono le caratteristiche con i membri della famiglia correlata Coronaviridae; sono virus rotondi, pleomorfi, avvolti da circa 120 a 140 nm di diametro. La particella virale ha proteine di picco di superficie che sono a forma di mazza e sono uniformemente disperse sulla superficie. È presente un nucleocapside a forma di ciambella con simmetria elicoidale.
| Genere    | Struttura | Simmetria  | capside | Disposizione genomica | Segmentazione genomica |
| --------- | --------- | ---------- | ------- | --------------------- | ---------------------- |
| Torovirus | sferico   | Elicoidale | avvolto | Lineare               | Monopartite            |

## Ciclo vitale
La replicazione virale è citoplasmatica. L'ingresso nella cellula ospite è ottenuto dall'attaccamento della proteina S virale (forse anche HE se presente) ai recettori ospiti, che media l'endocitosi. La replica segue il modello di replica del virus RNA a filamento positivo. Il metodo di trascrizione è la trascrizione del virus RNA a filamento positivo, usando il modello di terminazione prematura della trascrizione dell'RNA subgenomico. La traduzione ha luogo con -1 frame shift ribosomiale. Bovini, suini e cavalli servono come ospiti naturali. Si pensa che la trasmissione avvenga attraverso la via oro-fecale .
| Genere    | Dettagli dell'host        | Tropismo tissutale                         | Dettagli dell'entrata              | Dettagli di rilascio | Sito di replica | Sito di assemblaggio | Trasmissione |
| --------- | ------------------------- | ------------------------------------------ | ---------------------------------- | -------------------- | --------------- | -------------------- | ------------ |
| Torovirus | Bestiame; maiale; cavallo | Epitelio: respiratorio; epitelio: enterico | Endocitosi del recettore cellulare | Gemmazione           | Citoplasma      | Citoplasma           | Oral-fecale  |

I torovirus sono virus di classe IV e hanno un singolo pezzo di RNA a singolo filamento, a senso positivo . La lunghezza totale di questo è di circa 28 000 nucleotidi e i torovirus hanno un meccanismo di replicazione complesso che include l'uso di mRNA subgenomico, spostamento del telaio ribosomiale e balbuzie di polimerasi.

## Tassonomia

### Gruppo: ssRNA (+)[1]
Famiglia: Coronaviridae
- Sottofamiglia: Torovirinae
  - Torovirus Bovino
  - Torovirus equino
  - Torovirus suino

## Segni clinici e diagnosi
Nei bovini, la malattia provoca diarrea e segni sistemici come piressia, letargia e anoressia. Nei vitelli, può causare segni neurologici e portare alla morte. I maiali possono essere infettati senza mostrare alcun segno.
La diagnosi dell'infezione virale comporta microscopia elettronica, ELISA o inibizione dell'emoagglutinazione.
Può essere somministrato un trattamento di supporto per prevenire la disidratazione e le infezioni secondarie.
Il controllo si basa su buone misure di biosicurezza, tra cui il rapido isolamento e la disinfezione dei locali.

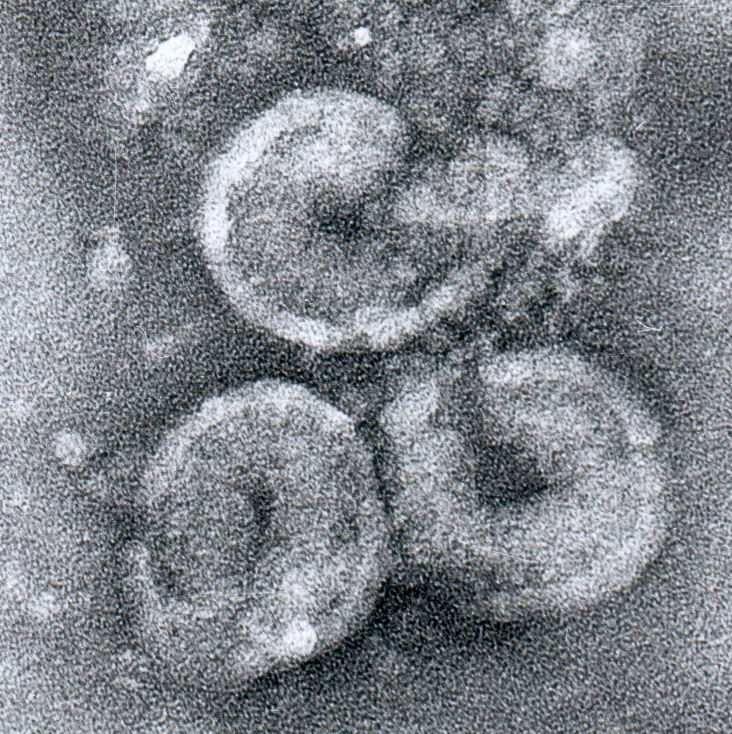
Tre parti celle di torovirus equino, hanno un diametro di circa 100 nanometri.